# Darin (album)
Darin to drugi album szwedzkiego piosenkarza Darina. Wydany w Szwecji 28 września 2005. Utworem promującym płytę została piosenka Step Up.

## Lista utworów
| Nr  | Tytuł utworu        | Autorzy                                     | Długość |
| --- | ------------------- | ------------------------------------------- | ------- |
| 1.  | „Intro”             | RedOne                                      | 0:37    |
| 2.  | „Move”              | Bilal/RedOne/Darin                          | 3:44    |
| 3.  | „Step Up”           | Bilal/RedOne/Darin                          | 3:07    |
| 4.  | „Who’s That Girl”   | Jörgen Elofsson                             | 3:26    |
| 5.  | „Doin Dirt”         | George Samuelson/Damon Sharpe/Alex Cantrell | 3:12    |
| 6.  | „Laura”             | Bilal/RedOne/Darin                          | 2:53    |
| 7.  | „Walk The Distance” | Jörgen Elofsson/Ekman/Cox                   | 3:14    |
| 8.  | „B What U Wanna Be” | Bilal/RedOne/Darin                          | 3:30    |
| 9.  | „Want Ya!”          | Tomas Granlind/George Samuelson             | 3:19    |
| 10. | „U Don't Hear Me”   | Bilal/RedOne/Darin                          | 4:16    |
| 11. | „Sail The Ocean”    | Kinnda/Hortlund/Harry Sommerdahl            | 4:23    |
|     |                     |                                             | 35:41   |

## Chart Performance
| Lista                  | Dostawca     | Najwyższa pozycja | Tygodni na liście | Certyfikat |
| ---------------------- | ------------ | ----------------- | ----------------- | ---------- |
| Szwecja Album Charts   | IFPI         | 1                 | 24                | Platyna    |
| Finlandia Album Charts | IFPI Finland | 13                | 10                | -          |